# Comunità Montana Vallo di Diano

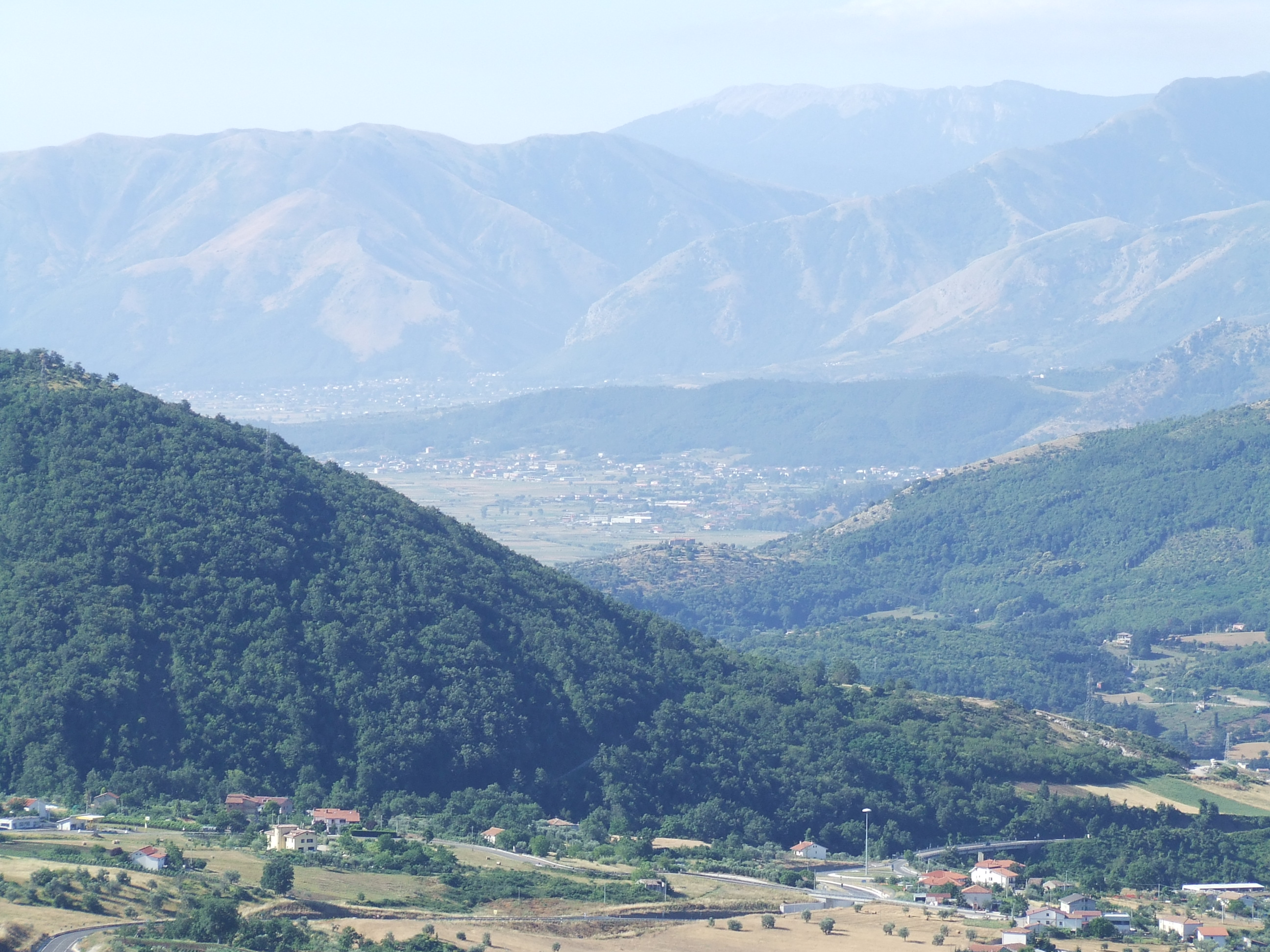
Vallo di Diano

Die Comunità Montana Vallo di Diano ist eine Vereinigung aus vierzehn Gemeinden in der italienischen Provinz Salerno in der Region Kampanien.
Das Gebiet der Comunità Montana Vallo di Diano umfasst die Gemeinden rund um das Diano-Tal und hat eine Ausdehnung von 708 km².
In den vierzehnköpfigen Rat der Comunità entsenden die Gemeinderäte der beteiligten Kommunen je ein Mitglied.

## Mitglieder
Die Comunità umfasst folgende Gemeinden:
- Atena Lucana
- Buonabitacolo
- Casalbuono
- Monte San Giacomo
- Montesano sulla Marcellana
- Padula
- Polla
- Sala Consilina
- San Pietro al Tanagro
- Sant’Arsenio
- San Rufo
- Sanza
- Sassano
- Teggiano